# Cam'ron
Cameron Giles, bedre kendt som Cam'ron er en rapper fra New York, USA.

## Diskografi
- S.D.E.. (2000)
- Come home with me (2002)
- Harlem's greatest (2002)
- Diplomatic immunity (2003)
- Purple haze (2004)